# Elis Regina
Elis Regina Carvalho Costa, känd som Elis Regina, född 17 mars, 1945 i Porto Alegre, död 19 januari 1982, var en brasiliansk sångerska. Hon sjöng framförallt inom genren brasiliansk populärmusik och blev mycket framgångsrik och erkänd under sin livstid. Hon är än idag en av de mest populära och omtyckta kända musikerna i Brasilien. 
Elis Regina föddes i Porto Alegre, där hon inledde sin sångkarriär vid 11 års ålder i ett barnradioprogram, O Clube Do Guri som sändes på Rádio Farroupilha. 1959 blev hon kontrakterad av Rádio Gaúcha och följande år reste hon till Rio de Janeiro där hon spelade in sin första LP, Viva a Brotolândia.
Regina kritiserade ibland militärdiktaturen i Brasilien, som förföljt och landsförvisat många musiker från hennes generation. I en intervju i Europa 1969 sade hon att Brasilien styrdes av "gorillor". Hennes popularitet gjorde att hon slapp fängelse, men hon tvingades till slut av myndigheterna att framföra Brasiliens nationalsång under ett framträdande i en stadium, något som vid tiden upprörde många i den brasilianska vänstern. 

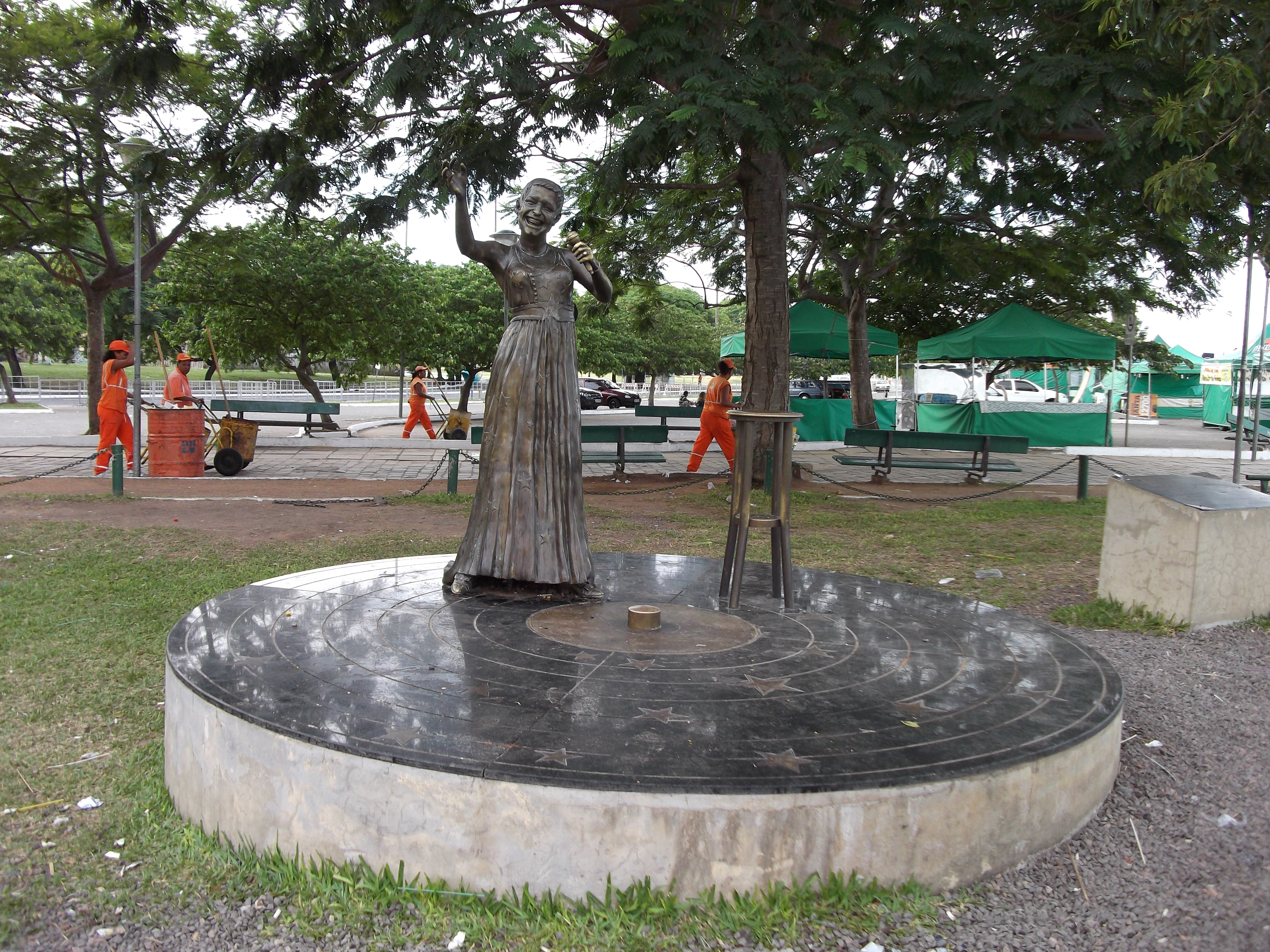
En staty med Elisa Regina (2011).

När hon dog vid 36 års ålder 1982, enligt rapporterna av en överdos av alkohol och kokain, hade hon hunnit spela in ett flertal bästsäljande album under sin karriär. Hennes dödsfall gav upphov till landssorg. Elis Regina har sålt över 80 miljoner album.

## Diskografi (i urval)
- Viva a Brotolândia (första albumet 1961 när Regina var 16 år)
- Poema de Amor (1962)
- O Bem do Amor (1963)
- Ellis Regina (1963) (listed with two l's)
- Dois na Bossa (1965)
- O Fino do Fino - Elis & Zimbo Trio (1965)
- Samba, Eu Canto Assim! (1965)
- Dois na Bossa nº2 (1966)
- Elis (1966)
- Dois na Bossa nº3 (1967)
- Elis Especial (1968)
- Elis & Toots – svenskinspelad med Toots Thielemans (1969)
- Elis, Como & Porque (1969)
- Elis Regina in London (1969)
- Em Pleno Verão (1970)
- Elis no Teatro da Praia com Miele & Bôscoli (1970)
- Ela (1971)
- Elis (1972)
- Elis - no 2 (1973)
- Elis (1973)
- Elis (1974)
- Elis & Tom – med Tom Jobim (1974)
- Falso Brilhante (1976)
- Elis (1977)
- Transversal do Tempo (1978) (live)
- Essa Mulher (1979)
- Elis Especial (1979)
- Saudades do Brasil (1980)
- Elis (1980)
- Montreux Jazz Festival (1982)
- Trem Azul (1982) (live)
- Vento de Maio (1983) (samlingsskiva)
- Luz das Estrelas (1984)
- Elis Regina no Fino da Bossa (1994) (live)
- "Dose Dupla-Elis Regina" (1994) (digitalt samlingsalbum med de två första albumen från 1961 och 1962)
- Elis ao Vivo (1995) (live)
- 20 Anos de Saudade (2002) (samlingsskiva)
- Little Pepper: The Definitive Collection (2004) (samlingsskiva)
- "Elis Regina: MPB Especial 1973" - svartvit DVD utgiven 2005 (TV-show)
- "Elis Regina Carvalho Costa" - färg-DVD utgiven 2006 (liveshow)
- "Por toda a minha vida" - Brazilian TV GLOBO, specialprogram sänt 28 december 2006 (TV-show)
- Pérolas Raras (2006)